# Matrice diagonale
In matematica, una matrice diagonale è una matrice quadrata in cui solamente i valori della diagonale principale possono essere diversi da 0.
Non si impone che i valori sulla diagonale siano diversi da zero: la matrice quadrata nulla è quindi diagonale.
Per esempio, sono diagonali le seguenti matrici:
{\displaystyle {\begin{bmatrix}1&0\\0&4\end{bmatrix}}\qquad {\begin{bmatrix}1&0&0\\0&-1&0\\0&0&3\end{bmatrix}}\qquad {\begin{bmatrix}-2&0&0\\0&0&0\\0&0&1\end{bmatrix}}\qquad {\begin{bmatrix}1&0&0&0\\0&k^{2}-1&0&0\\0&0&k&0\\0&0&0&1/2\end{bmatrix}}}
come anche la matrice identità.
Talvolta tra le matrici diagonali si considerano anche matrici rettangolari del tipo:
{\displaystyle {\begin{bmatrix}1&0&0\\0&4&0\\0&0&-3\\0&0&0\\\end{bmatrix}}\qquad {\begin{bmatrix}1&0&0&0&0\\0&4&0&0&0\\0&0&-3&0&0\end{bmatrix}}}

## Definizione formale
Una matrice {\displaystyle D=(d_{i,j})} di dimensione {\displaystyle n\times n} è diagonale se:
{\displaystyle d_{i,j}=0\quad i\neq j\qquad \forall i,j\in \{1,2,\ldots ,n\}}
Ogni matrice diagonale è anche una matrice simmetrica e una matrice triangolare, e se i suoi valori appartengono al campo {\displaystyle \mathbb {R} } o {\displaystyle \mathbb {C} } essa è anche una matrice normale.
Gli autovalori della matrice sono i termini posti sulla diagonale principale.
Ogni matrice diagonale è anche una matrice a scalini: il primo elemento non nullo di ogni riga si trova più a destra del primo elemento diverso da zero della riga precedente. Tutti e i soli elementi non nulli si trovano nella diagonale principale.

## Matrice scalare
Una matrice diagonale avente i valori sulla diagonale tutti uguali è una matrice scalare. Una tale matrice è un multiplo {\displaystyle \lambda I} della matrice identità {\displaystyle I} per uno scalare {\displaystyle \lambda }. 
Una matrice scalare a valori in un campo {\displaystyle K} rappresenta una omotetia nello spazio vettoriale {\displaystyle K^{n}}: trasforma ogni vettore moltiplicandolo per lo scalare {\displaystyle \lambda }. 
Le matrici scalari sono il centro dell'algebra di matrici: in altre parole le matrici scalari di tipo n × n sono precisamente le matrici che commutano con tutte le altre matrici dello stesso tipo.

## Operazioni di matrici
Le operazioni di addizione e di moltiplicazione sono particolarmente semplici per le matrici diagonali. Indicando con {\displaystyle {\mbox{ diag }}(a_{1},\dots ,a_{n})} la matrice diagonale con i valori {\displaystyle a_{1},\dots ,a_{n}} posti in sequenza sulla diagonale principale (a partire dall'angolo superiore sinistro), l'addizione è la comune addizione membro a membro tra matrici, ossia:
{\displaystyle {\mbox{diag }}(a_{1},\dots ,a_{n})+{\mbox{diag }}(b_{1},\dots ,b_{n})={\mbox{diag }}(a_{1}+b_{1},\dots ,a_{n}+b_{n}).}
La moltiplicazione tra matrici diagonali, si semplifica anch'essa ad una moltiplicazione membro a membro, ossia
{\displaystyle {\mbox{diag }}(a_{1},\dots ,a_{n})\cdot {\mbox{diag }}(b_{1},\dots ,b_{n})={\mbox{diag }}(a_{1}\cdot b_{1},\dots ,a_{n}\cdot b_{n}).}
La matrice diagonale {\displaystyle {\mbox{diag }}(a_{1},\dots ,a_{n})} è invertibile se e solo se i valori {\displaystyle a_{1},\dots ,a_{n}}, che sono gli autovalori della matrice, sono tutti invertibili. In questo caso si ha:
{\displaystyle {\mbox{diag }}(a_{1},\dots ,a_{n})^{-1}={\mbox{diag }}(a_{1}^{-1},\dots ,a_{n}^{-1}).}
In particolare, le matrici diagonali formano un sottoanello delle matrici dell'anello delle matrici n × n.
Moltiplicare la matrice {\displaystyle A} da sinistra per {\displaystyle {\mbox{diag }}(a_{1},\dots ,a_{n})} equivale, per ogni i a moltiplicare la i-esima riga di {\displaystyle A} per {\displaystyle a_{i}} per ogni i; moltiplicare la matrice {\displaystyle A} da destra con {\displaystyle {\mbox{diag }}(a_{1},\dots ,a_{n})} equivale a moltiplicare la i-esima colonna di {\displaystyle A} per {\displaystyle a_{i}} per ogni i.
Le matrici diagonali n × n quindi rappresentano trasformazioni che sugli assi di riferimento hanno l'effetto delle omotetie. La presenza di uno zero sulla diagonale principale equivale alla eliminazione della corrispondente dimensione. Si considerino ad esempio le seguenti matrici:
{\displaystyle {\begin{bmatrix}1&0&0\\0&-1&0\\0&0&1\end{bmatrix}}\qquad {\begin{bmatrix}1&0&0\\0&-1&0\\0&0&0\end{bmatrix}}\qquad {\begin{bmatrix}0&0&0\\0&-3&0\\0&0&0\end{bmatrix}}}
La prima esprime la riflessione rispetto al piano Oxz. La seconda esprime la proiezione sul piano Oxy seguita dalla riflessione rispetto all'asse Ox. La terza la proiezione ortogonale dello spazio sull'asse Oy seguita dalla riflessione di quest'ultimo e dalla sua omotetia per un fattore 3.

## Autovettori, autovalori, determinante
Gli autovalori di {\displaystyle {\mbox{diag }}(a_{1},\dots ,a_{n})} sono {\displaystyle a_{1},\dots ,a_{n}}. I vettori unità {\displaystyle \mathbf {e} _{1},\dots ,\mathbf {e} _{n}} formano una base di autovettori. Il determinante di {\displaystyle {\mbox{diag }}(a_{1},\dots ,a_{n})} è il prodotto {\displaystyle a_{1}\cdot \dots \cdot a_{n}}:
{\displaystyle \det {{\mbox{diag }}(a_{1},\dots ,a_{n})}=\prod \limits _{i=1}^{n}{a_{i}}.}
Dunque una matrice diagonale di ordine n soddisfa le n equazioni del tipo:
{\displaystyle A\mathbf {e} _{i}=a_{i}\mathbf {e} _{i}.}
Un esempio tipico di matrice diagonale è la matrice identità del tipo:
{\displaystyle I={\begin{bmatrix}1&0&0\\0&1&0\\0&0&1\end{bmatrix}}}
in cui gli elementi sono dati dal delta di Kronecker:
{\displaystyle (I)_{jk}=\delta _{jk}.}

## Applicazioni
Le matrici diagonali si incontrano in molte aree dell'algebra lineare. Data la semplicità operativa delle matrici diagonali, è sempre consigliabile ricondurre una matrice data ad una matrice diagonale e rappresentare un'applicazione lineare mediante una matrice diagonale.
Sul campo dei numeri reali o su quello dei complessi vale il teorema spettrale, secondo il quale ogni matrice normale è simile ad una matrice diagonale tramite una matrice unitaria. In altre parole, per ogni matrice normale {\displaystyle H} esistono una matrice unitaria {\displaystyle U} ed una diagonale {\displaystyle D} per cui:
{\displaystyle D=U^{-1}HU=\,^{t}\!{\bar {U}}HU.}
Inoltre, le matrici hermitiane sono unitariamente equivalenti alle matrici diagonali reali, e le matrici normali sono unitariamente equivalenti alle matrici diagonali complesse.